# Ezüstös gyöngyházlepke
Az ezüstös gyöngyházlepke (Argynnis adippe), a rovarok (Insecta) osztályába, a lepkék (Lepidoptera) rendjébe és a tarkalepkefélék (Nymphalidae) családjába tartozó lepkefaj.

## Származása, elterjedése
Európai faj; Magyarországon mindenütt előfordul.

## Megjelenése, felépítése
Első szárnyának fesztávolsága 50–60 milliméter. Hátsó szárnyának fonákja barnásokker, a rozsdavörös szín csak a gyöngysor ezüstös pettyei körül tűnik fel.
Az ezüstfoltok többnyire jól fejlettek: a tőtéren elhelyezkedők ezüstje élénk, csillogó, miként a gyöngysort a tő felől határoló foltsoré is. A gyöngysor pettyeinek ezüstszínű pupillái nagyok, a szegélyfoltsor ezüstje is rendszerint megvan. A sapkafoltok kucsma alakúak, íveltek, magasan ülnek. A hím szárnyai felül élénk vörösbarnák, a nőstény szárnyai vörösessárgák, gyér fekete hintés csak a tőtérben van. A hím illatcsíkja széles és erőteljesen fejlett.
A hernyó feketésszürke; feje fekete vagy rozsdabarna. Áltüskéi is rozsdabarnák, hátvonala fehéres, oldalain minden szelvényen egy-egy ferde fekete vonalka látható.

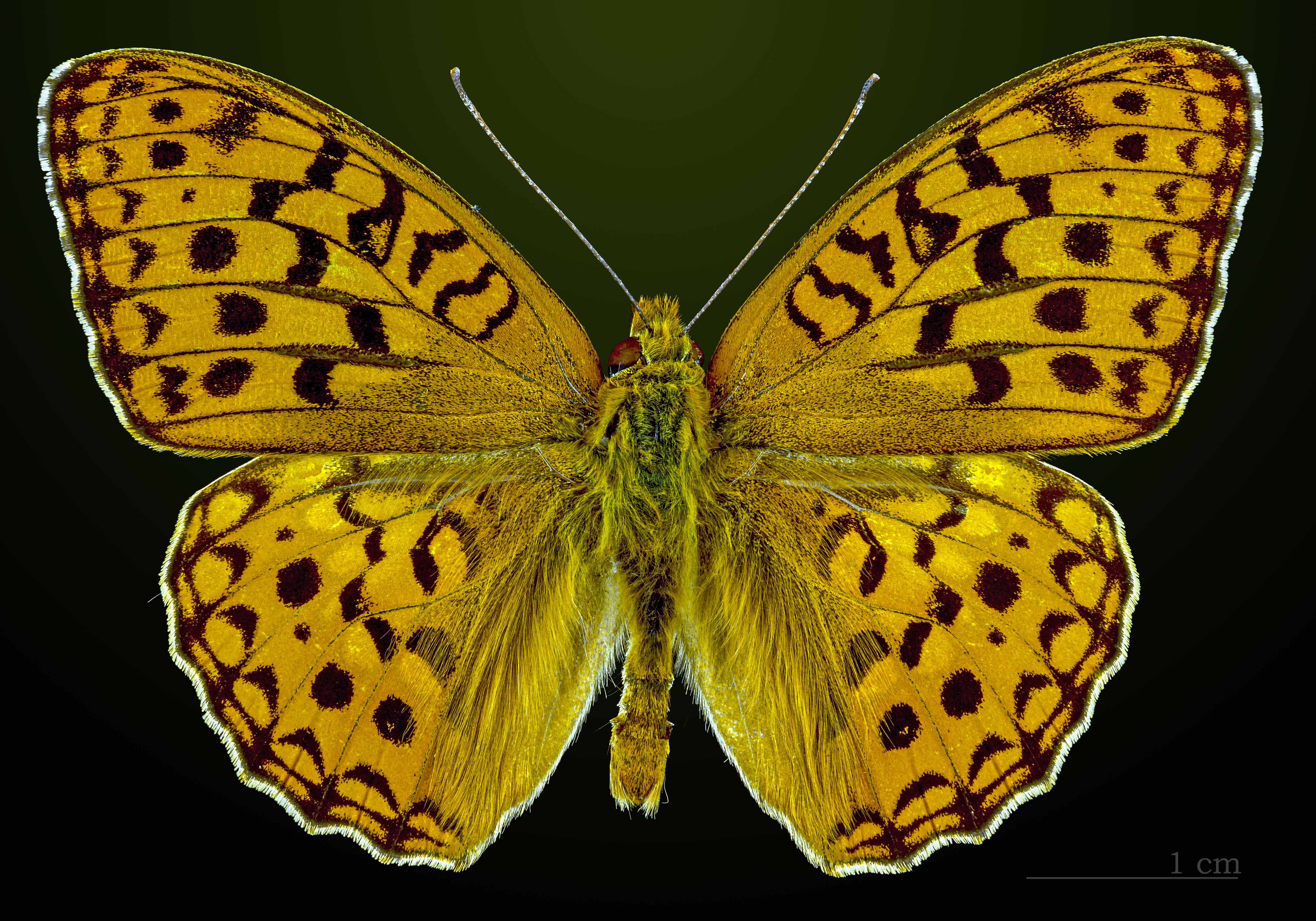
Ezüstös gyöngyházlepke
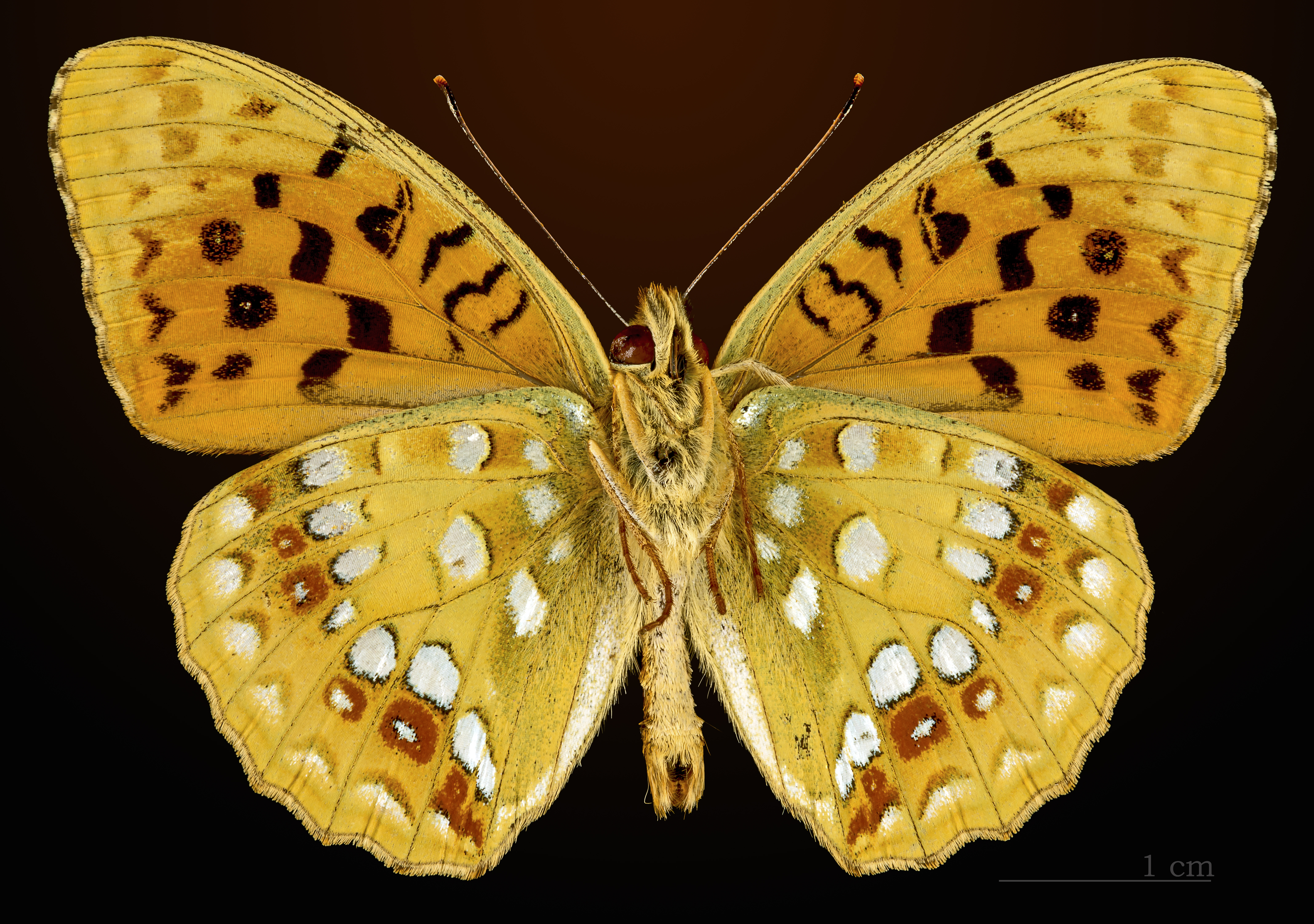
△ Ezüstös gyöngyházlepke

## Életmódja, élőhelye
Évente egy nemzedéke van, amely hosszú ideig, júniustól augusztusig repül.
Petéi telelnek át. Hernyójának tápnövényei az ibolya fajok (Viola spp.).

## Hasonló fajok
- kerek foltú gyöngyházlepke (Argynnis aglaja)
- ibolya-gyöngyházlepke (Argynnis niobe)

Ezeket a fajokat a hátsó szárny fonákján elhelyezkedő ezüstös foltok alapján különböztethetjük meg egymástól.